# Timbara
Timbara ist eine Ortschaft und eine Parroquia rural („ländliches Kirchspiel“) im Kanton Zamora der ecuadorianischen Provinz Zamora Chinchipe. Sitz der Verwaltung ist die Ortschaft Timbara. Die Parroquia besitzt eine Fläche von 128,71 km². Die Einwohnerzahl lag beim Zensus 2010 bei 960. Die Parroquia wurde am 25. April 1955 eingerichtet.

## Lage
Die Parroquia Timbara liegt an der Ostflanke der Cordillera Real im Südosten von Ecuador. Das Areal liegt am Südufer des nach Nordosten fließenden Río Zamora. Der Hauptort liegt auf einer Höhe von 890 m am rechten Ufer des Río Zamora 6,5 km nordöstlich der Provinzhauptstadt Zamora. Die Parroquia wird im Westen vom Río Jamboé begrenzt. Das Areal hat eine Längsausdehnung in Nord-Süd-Richtung von 15,5 km sowie eine Breite von etwa 7,5 km.
Die Parroquia Timbara grenzt im Nordwesten und im Nordosten an die Parroquia Cumbaratza, im Osten an die Parroquia San Carlos de las Minas sowie im Süden und im Westen an Zamora. 